# Ansa Ikonen
Pour les articles homonymes, voir Ikonen.
Aili Ansa Inkeri Ikonen est une actrice de théâtre et de cinéma finlandais. En trois décennies, Ikonen joue dans plusieurs dizaines de films et est une des actrices les plus populaires de son époque.

## Biographie
Ikonen naît le 19 décembre 1913 à Saint-Pétersbourg, elle est la fille d'Alexander Ikonen (1892-1925) etd' Adele Katriina Honkanen (1892-1945). Après la révolution d'Octobre, sa famille déménage en Finlande. Elle étudie la musique, mais ne devient jamais enseignante, se consacrant finalement à une carrière d'actrice. 
Après quelques petits rôles, elle est choisie par le réalisateur Valentin Vaala pour le rôle principal de Kaikki rakastavat (Tout le monde aime quelqu'un, 1935). Tauno Palo y joue le rôle principal. L'année suivante, ils jouent à nouveau ensemble, dans une comédie romantique. Les deux films rencontrent un franc succès, et Ansa Ikonen devient une des actrices les plus célèbres de Finlande.
Ikonen et Palo jouent dans douze autres films ensemble, dont une majorité de comédies romantiques. Ils deviennent le couple le plus populaire du cinéma finlandais, bien que leur relation soit purement amicale en dehors de leurs films,.
En parallèle de sa carrière cinématographique, Ikonen travaille au théâtre national finlandais. Elle y reste pendant 44 ans, jouant dans des pièces de théâtre reconnues d'auteurs finlandais et étrangers. Elle joue en particulier dans 16 pièces de Shakespeare, six de Molière, et incarne Nora dans Une Maison de Poupée d'Henrik Ibsen. Quelques rôles sont créés spécifiquement pour elle.
En 1944, elle réalise la comédie romantique Nainen on Valttia (La femme est un électron libre). Elle ne reçoit pas de formation spécifique au cinéma avant de recevoir une bourse pour étudier à l'école du Théâtre Old Vic de Londres.
Elle se marie avec l'acteur Jamalri Rinne, avec qui elle a deux filles, Katriina Rinne et Marjatta Rinne. Il a vingt ans de plus qu'elle et le couple joue généralement une relation père-fille dans leurs travaux communs.
Elle meurt d'une longue maladie, le 23 mai 1989 à Helsinki

## Filmographie (sélection)
La filmographie d' Ansa Ikonen, comprend entre autres :
- Minä ja ministeri (1934)
- Syntipukki (1935)
- Koskenlaskijan Morsian (1937)
- Kuriton Sukupolvi (1937)
- Rykmentin murheenkryyni (1938)
- Runon kuningas ja muuttolintu (1940)
- Oi, Kallis Suomenmaa (1940)
- Kulkurin Valssi (1941)
- Vaivaisukon Morsian (1944; remporte le Jussi de meilleure actrice)
- Nainen on Valttia (1944); également réalisatrice
- Soot and Gold (1945)
- Pikajuna Pohjoiseen (1947)
- Gabriel, tule takaisin (1951)
- The Girl from Moon Bridge (1953)
- Rakas Lurjus (1955)
- Ratkaisun Päivät (1956)
- Äidittömät (1958)
- Un espion de trop (1977)

## Théâtre (sélection)
- Roxane (Edmond Rostand: Cyrano de Bergerac)
- Catherine (Muriel Spark: Doctors of Philosophy)
- Lady Teazle (Richard Sheridan: L'École de la médisance)
- Katarina Thorwöst (Serp: Katarina, kaunis leski)
- Isabella (William Shakespeare: Mesure pour Mesure)
- Nora (Henrik Ibsen: Une maison de poupée)
- Kirsti Mara (Tuuli Reijonen: Ovi avautuu)
- Beatrice (William Shakespeare: Beaucoup de bruit pour rien)
- Marja Myllymies (Ilmari Turja: Raha ja sana)
- Hilde (Henrik Ibsen: Solness le constructeur)
- Julia (William Shakespeare: Roméo et Juliette)
- Juulia (Maria Jotuni: Tohvelisankarin rouva)
- Portia (William Shakespeare: Le Marchand de Venise)

## Distinction
- Médaille Pro Finlandia : 1964

## Galerie

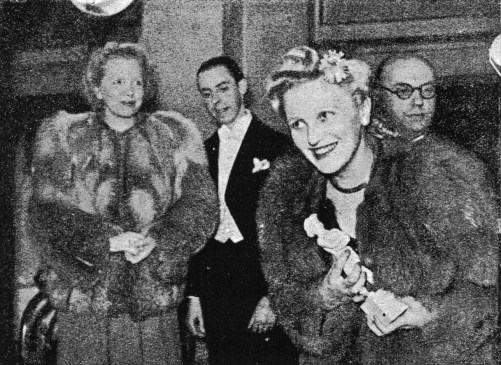
Ansa Ikonen (à droite) en 1944
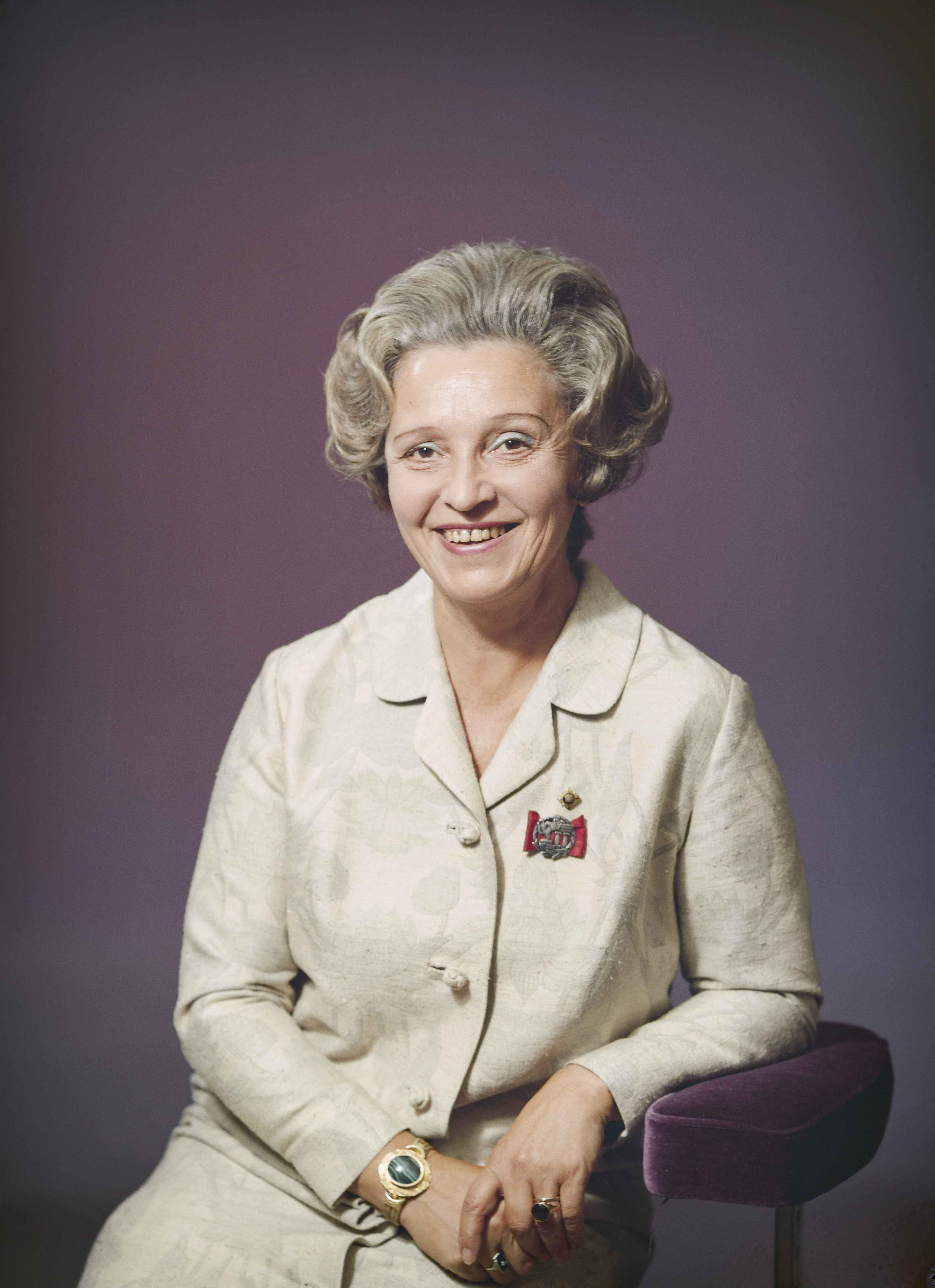
Ansa Ikonen en 1971
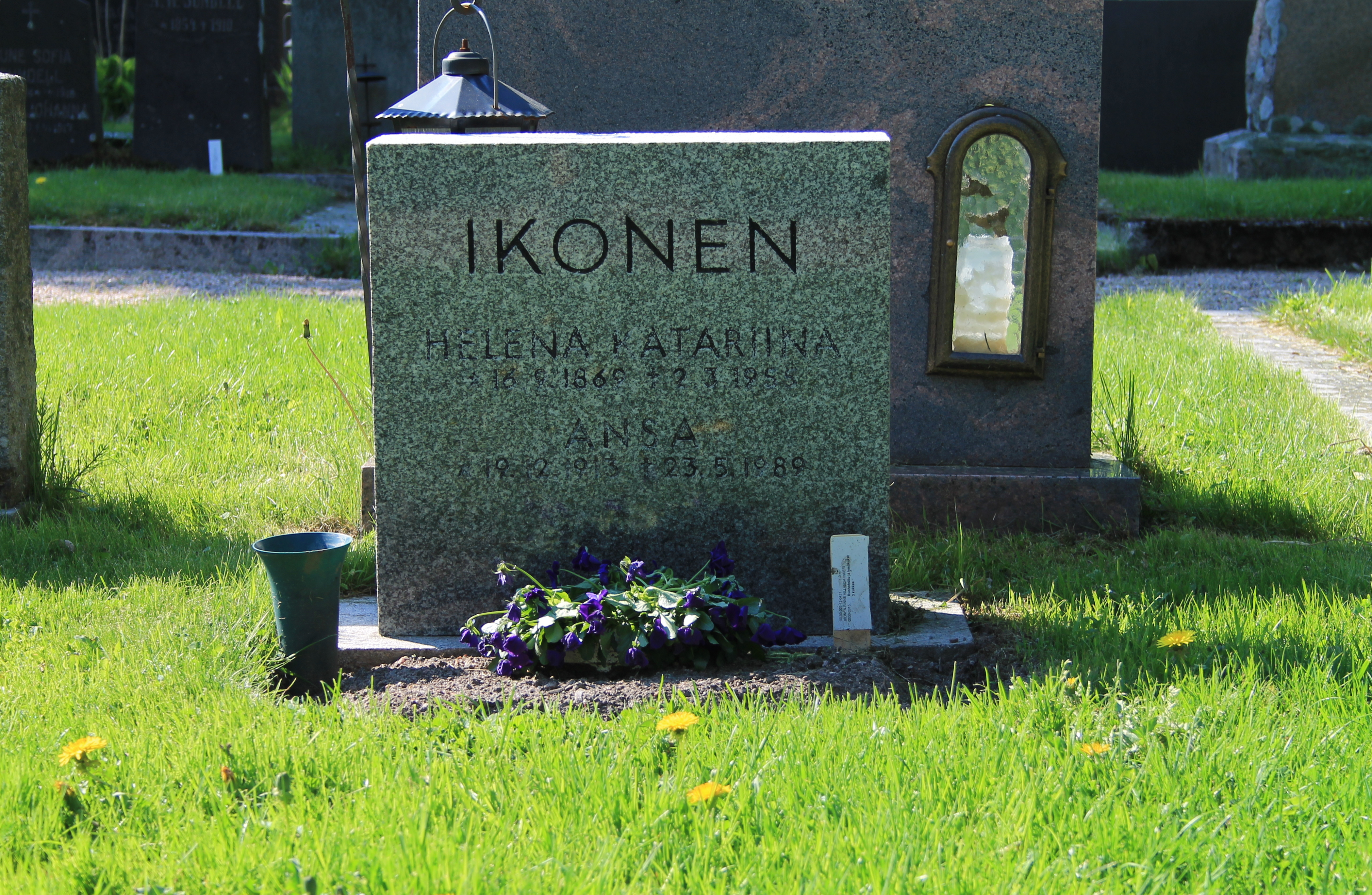
Pierre tombale d'Ansa Ikonen